# Bohrpressung

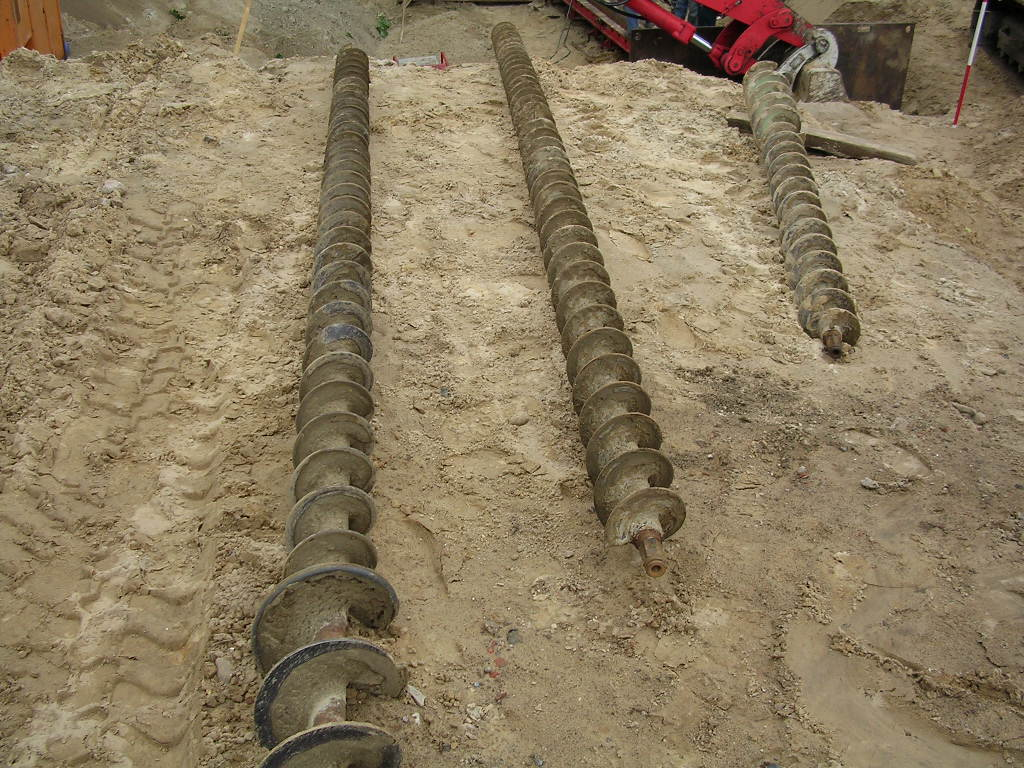
Bohrgestänge

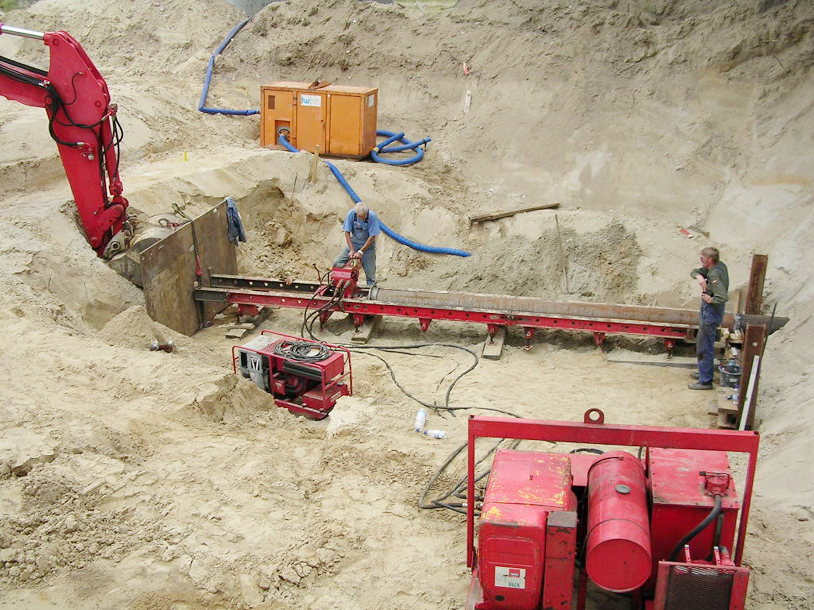
Bohrpressung eines Leerrohres aus Stahl

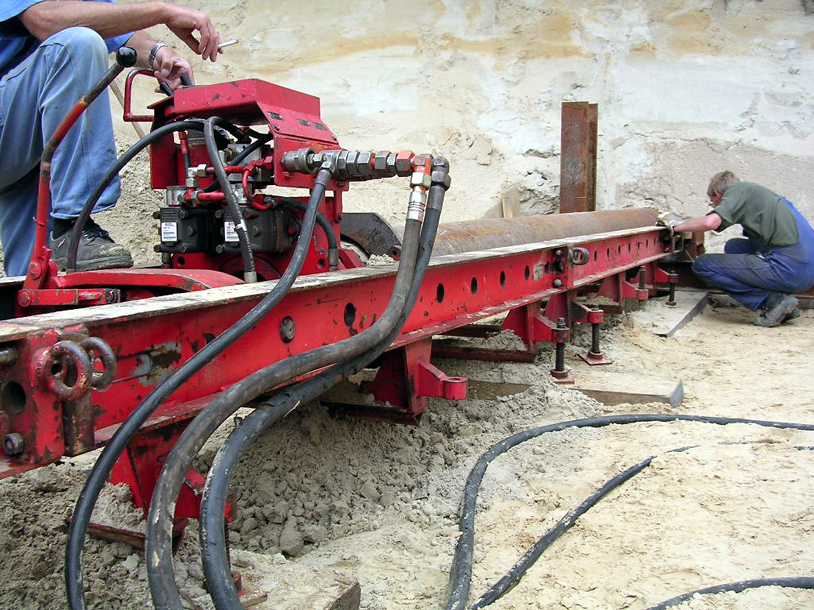
Bohrpressung eines Leerrohres aus Stahl

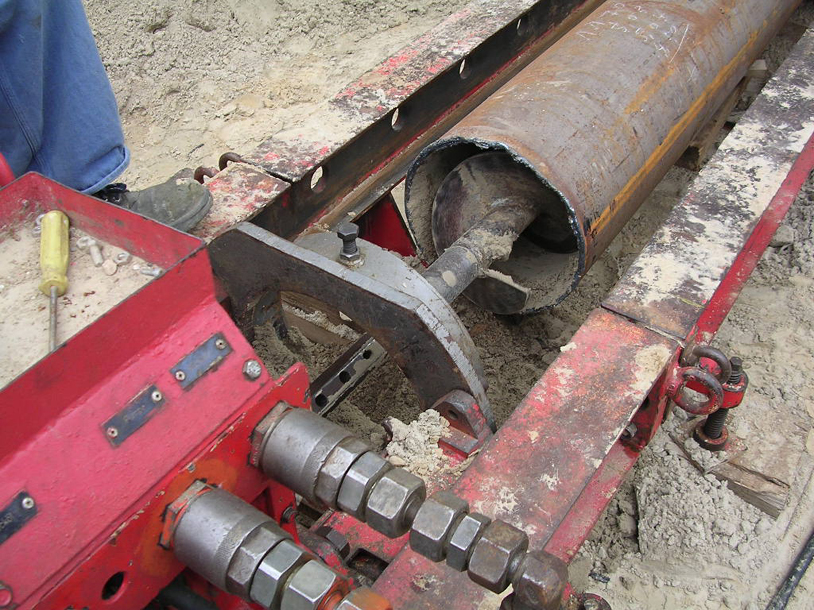
Das Bohrgestänge wird zurückgefahren (eingepresstes Leerrohr verbleibt im Bahndamm)

Das Verfahren des Bohrpressens (mit hydraulischer Bohr-Pressanlage) (auch Pressbohrung oder Räumbohrung genannt) kommt häufig dort zum Einsatz, wo Versorgungsleitungen (in geschlossener Bauweise) unter Straßenkörpern, Gebäuden, Gleiskörpern (Bahnlinien) oder Einfriedungen durchgeführt werden müssen.

## Arbeitsweise
Häufig werden sog. Stahlschutzrohrbohrungen entweder ungesteuert oder gesteuert (mittels Einfach- oder Doppelwandpilotgestänge, Steuerschnecke, Klappensteuertechnik) ausgeführt. Beim Pressbohrvortrieb wird ein Stahlrohr durch den Boden gepresst. An dessen Spitze wird von einem Bohrkopf der anstehende Boden verdrängungslos abgetragen und im Innern des Rohres nach hinten befördert. Die Stahl-Leerrohre können so z. B. unter Gleiskörpern hindurch gepresst werden, um dann später beliebige Medienrohre bzw. Versorgungs- und Telekommunikationsleitungen (Gas, Strom, Wasser, Kabelfernsehen, Telefon) hindurch zu ziehen.

## Hinweise
Während des Bohr-Pressvorganges ist es außerordentlich wichtig, dass bei bestehenden Fahrbahnoberflächen oder Gleisen an mehreren vorher festgelegten Stellen die Höhen (NN-Höhen) per Nivellement kontrolliert werden. Im schlimmsten Falle kann es zu Setzungen des anstehenden Erdreiches kommen und somit zu Durchbiegungen und Rissen im gebundenen Fahrbahnoberbau (oder Gleis) kommen.